# Vaga (rivière)
La rivière Vaga (en russe : Вага) est un cours d'eau de Russie et un affluent en rive gauche de la Dvina septentrionale qui se jette dans la mer Blanche.

## Géographie
La Vaga est longue de 575 km et draine un bassin 44 800 km2. Elle arrose les oblasts de Vologda et d'Arkhangelsk.
Elle est gelée de la mi-novembre à la fin avril. La région de son bassin se nomme en russe Povajié (littéralement « terres le long de la Vaga »), d'après le nom de la rivière. 
La majeure partie du cours de la Vaga est navigable durant la saison des hautes eaux. 

## Affluents
Les principaux affluents de la Vaga sont les rivières Kouloï, Oustia et Vel.

## Villes traversées
La Vaga arrose les villes de Velsk et Chenkoursk.

## Hydrométrie - Les débits à Chenkoursk
La Vaga est une rivière assez abondante. Son débit a été observé pendant 29 ans (sur la période allant de 1914 à 1975) à Chenkoursk, petite ville située à quelque 158 kilomètres de sa confluence avec la Dvina septentrionale.  
À Chenkoursk, le débit annuel moyen ou module observé sur cette période était de 236 m3/s pour une surface de drainage de 38 400 km2, soit un peu plus de 85 % de la totalité du bassin versant de la rivière. La lame d'eau d'écoulement annuel dans le bassin se montait de ce fait à 194 millimètres, ce qui peut être considéré comme modéré.
Le débit moyen mensuel observé en février (minimum d'étiage) est de 30,8 m3/s, soit 3 % du débit moyen du mois de mai (982 m3/s), ce qui souligne la forte amplitude des variations saisonnières. Et les écarts de débits mensuels peuvent être encore bien plus importants d'après les années : sur la durée d'observation de 29 ans, le débit mensuel minimal a été de 8,22 m3/s en décembre 1920 - année de sécheresse mémorable qui fit des millions de victimes dans la Russie soviétique à ses débuts -, tandis que le débit mensuel maximal s'élevait à 1 600 m3/s en mai 1926.
En ce qui concerne la période libre de glace (de mai à octobre inclus), le débit minimal observé a été de 10,9 m3/s en octobre 1920.  